# Økomuseum
Et økomuseum er et samarbejde, der fortolker og omsætter den lokale natur- og kulturarv til en drivkraft i udviklingen af et lokalområde. Det er altså ikke nødvendigvis et museum tilknyttet en bestemt bygning eller udstilling. Det kan for eksempel dreje sig om natur- og kultur-formidling gennem guidede ture eller lokalhistorie formidlet gennem tavler.